# Državna cesta D103
D103 je državna cesta u Hrvatskoj. Ova je cesta zapravo 1,7 km dugi odvojak s državne ceste D102 koji vodi do zračne luke Rijeka. Nalazi se na otoku Krku.